# Tetragnatha khanjahani
Tetragnatha khanjahani là một loài nhện trong họ Tetragnathidae.
Loài này thuộc chi Tetragnatha. Tetragnatha khanjahani được miêu tả năm 1996 bởi Biswas & Raychaudhuri.